# Onze-Lieve-Vrouw ter Koortskapel

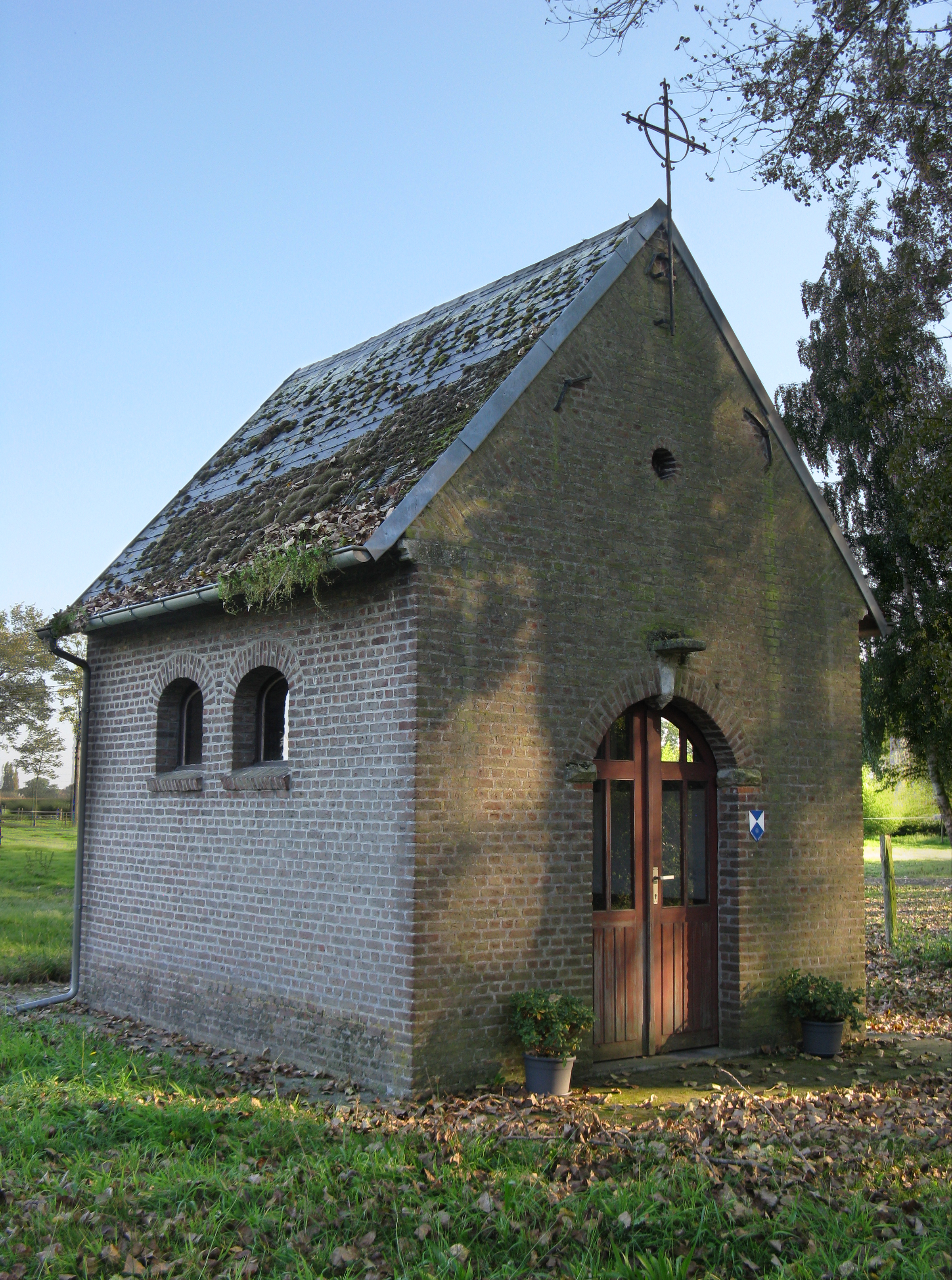
Onze-Lieve-Vrouw ter Koortskapel

De Onze-Lieve-Vrouw ter Koortskapel is een kapel in de tot de Antwerpse gemeente Puurs-Sint-Amands behorende plaats Liezele, gelegen aan de Dendermondsesteenweg.

## Geschiedenis
In 1643 werd hier een kapel gebouwd in baksteen en zandsteen. Op de Ferrariskaarten (omstreeks 1775) werd hij aangeduid als open capelleken. De oude kapel is het koor van een vergrote kapel die in de 19e eeuw werd gebouwd.

## Interieur
De barokke zandstenen voorgevel van de oude kapel is te zien in het interieur van de vergrote kapel. Bij het herstel van de zoldering kwamen enkele 17e-eeuwse houten heiligenbeelden tevoorschijn. Deze bevinden zich in de pastorie van de parochie.